# Jasmine Rae
Jasmine Rae (Melbourne, 1987) è una cantautrice australiana.

## Biografia
Nel 2008 Jasmine Rae ha vinto la Telstra Road a Tamworth, ricevendo come ricompensa un contratto discografico con la ABC Music. A settembre del medesimo anno ha pubblicato il suo primo album in studio Look It Up, che ha debuttato alla 62ª posizione della ARIA Albums Chart e che è stato candidato al Miglior album country agli ARIA Music Awards. Il singolo omonimo è entrato in 95ª posizione nella Billboard Hot 100.
Nel marzo 2011 è uscito il secondo album, intitolato Listen Here, che ha esordito in 35ª posizione nella classifica australiana e che è stato nominato per un ARIA Music Award nella categoria degli album country. La cantante è stata inoltre candidata ad una Golden Guitar agli Australian Country Music Awards nel gennaio successivo. A novembre 2012 ha pubblicato un EP natalizio intitolato Santa's Little Helper.
Nell'agosto 2013 ha pubblicato il suo terzo album If I Want To, che ha debuttato alla 23ª posizione in madrepatria e che è stato nominato per un ARIA Music Award. Nel 2014 è apparsa nel brano Quit This Time, contenuto nel disco di Adam Brand Brand My Side of the Street. Il quarto album Heartbeat è stato reso disponibile a maggio 2015 e si è classificato alla 41ª posizione in Australia. Ha ricevuto due candidature per le Golden Guitar. Nel 2018 è partita in tournée con il cantante Granger Smith.

## Discografia

### Album in studio
- 2008 – Look It Up
- 2011 - Listen Here
- 2013 – If I Want To
- 2015 - Heartbeat

### Singoli
- 2008 – Country Singer
- 2008 – Look It Up
- 2009 – Pink Guitar
- 2010 – Can't a Girl Change Her Mind
- 2010 – Hunky Country Boys
- 2011 – I'll Try Anything
- 2011 – I Faked It
- 2013 – If I Want To
- 2013 – Just Don't Ask Me How I Am
- 2014 – Bad Boys Get Me Good (con Kellie Pickler)
- 2015 – Heartbeat
- 2015 – When I Found You
- 2016 – Eggs in a Basket
- 2017 – Everybody Wants to Take My Money
- 2019 – Right Now
- 2019 – Party On the Couch
- 2020 – Green Light